# Barinas (miasto)
Barinas – miasto w zachodniej Wenezueli, u podnóży gór Cordillera de Mérida, nad rzeką Santo Domingo (dopływ Apure), stolica stanu Barinas.
W mieście rozwinął się przemysł spożywczy oraz drzewny. Ośrodek handlowo-usługowy regionu rolniczego. W mieście znajduje się port lotniczy.
Około 355 tys. mieszkańców.